# Acalolepta soembana
Acalolepta soembana es una especie de escarabajo longicornio del género Acalolepta, tribu Monochamini, subfamilia Lamiinae. Fue descrita científicamente por Breuning en 1970.
Se distribuye por Indonesia. Mide aproximadamente 20-30 milímetros de longitud.